# Mahmud III
Mahmud III, también conocido como Mamadou II, fue mansa («rey de reyes») del Imperio de Malí de 1496 a 1559. Fue el último mansa en gobernar desde Niani y es conocido como el mansa en cuyo reinado Malí sufrió su mayor pérdida de territorio.

## Reinado

### Expansión songhai
Las tropas del Imperio songhai, comandadas por Askia Mohamed I, derrotaron al general de Malí Fati Quali en 1502 y asediaron la provincia de Diafunu. En 1514, la dinastía Denanke se estableció en Tekrour. No pasó mucho tiempo hasta que el Reino de Denanke trató de invadir las provincias restantes de Malí. Para agravar la situación, los songhai tomaron las minas de cobre de Takedda.

### Diplomacia con Portugal
En 1534, Mahmud III recibió un nuevo emisario portugués en la corte de Malí llamado Peros Fernandes. Fernandes llegó desde la provincia costera portuguesa de Elmina en respuesta al creciente comercio a lo largo de la costa y a la petición urgente de ayuda militar de Malí contra los songhai. Sin embargo, Malí no recibió ninguna ayuda y vio caer sus posesiones una tras otra.

### Ascenso del Imperio de Gabú
El reinado de Mahmud III también vio cómo la provincia y puesto militar de Gabú se independizó en 1537. El Imperio de Gabú tuvo objetivos ambiciosos, como hiciera el Imperio de Malí en sus inicios, y absorbió las provincias malienses de Cassa y Bati, en Gambia.

### Saqueo de Niani
El momento más decisivo del reinado de Mahmud III fue el conflicto final entre Malí y los songhai en 1545. Las fuerzas de Songhai, dirigidas por el hermano de Askia Ishaq I, Daoud, saqueó Niani y ocupó el palacio. Mahmud III se vio forzado a huir de Niani por las montañas. En una semana, se reagrupó con sus fuerzas y lanzó un exitoso contraataque, expulsando definitivamente a los songhai de Manden. Tras el conflicto, el Imperio songhai nunca llegó a conquistar completamente a sus antiguos señores.

### De Niani a Kangaba
Tras liberar la capital, Mahmud III la abandonó para trasladarse a una nueva residencia más al norte. Sin embargo, los problemas de Malí no terminaron. En 1559, el Imanato de Futa Toro invadió con éxito Takrur. Esta derrota redujo el territorio de Malí a la región de Manden, llegando únicamente hasta Kita al oeste, Kangaba al norte, el río Níger al este y Kouroussa al sur.